# Peppino Gagliardi
Peppino Gagliardi (født 25. maj 1940, død 9. august 2023) var en italiensk sanger.
Gagliardi blev født i Napoli. Hans fik sit første hit i Italien med nummeret "T'amo e t'amerò" i 1963. I 1970 fik han endnu et stort hit med sangen "Settembre".
Han opnåede to andenpladser på den italienske Sanremo Music Festival: i 1972 med "Come le viole" og igen i 1972 med "Come un ragazzino". Hans popularitet var fra nedadgående i 1980'erne og 1990'erne. Hans sidste bidrag til Sanremo Music Festival var i 1993 med "L'alba".
En af hans sang "Che vuole questa musica stasera", var en del af sountracket til den italienske film Profumo di donna (1974) af Dino Risi, The Man from U.N.C.L.E. af Guy Ritchie og The Ruthless af Renato De Maria samt Welcome Home af George Ratliff. Sangen blev også brugt i en episode i anden sæson af den belgiske tv-serie Professor T.